# Aspudden
Aspudden es una parroquia administrativa (en sueco: stadsdel) del municipio de Estocolmo. Pertenece al área administrativa (en sueco: stadsdelsområde) de Hägersten-Liljeholmen, que es parte integral del área administrativa (en sueco: stadsområde) de Söderort. Limita con los distritos de Gröndal, Liljeholmen, Midsommarkransen y Hägersten.En 2013, tenía una población de 8717 habitantes.

## Estación de metro

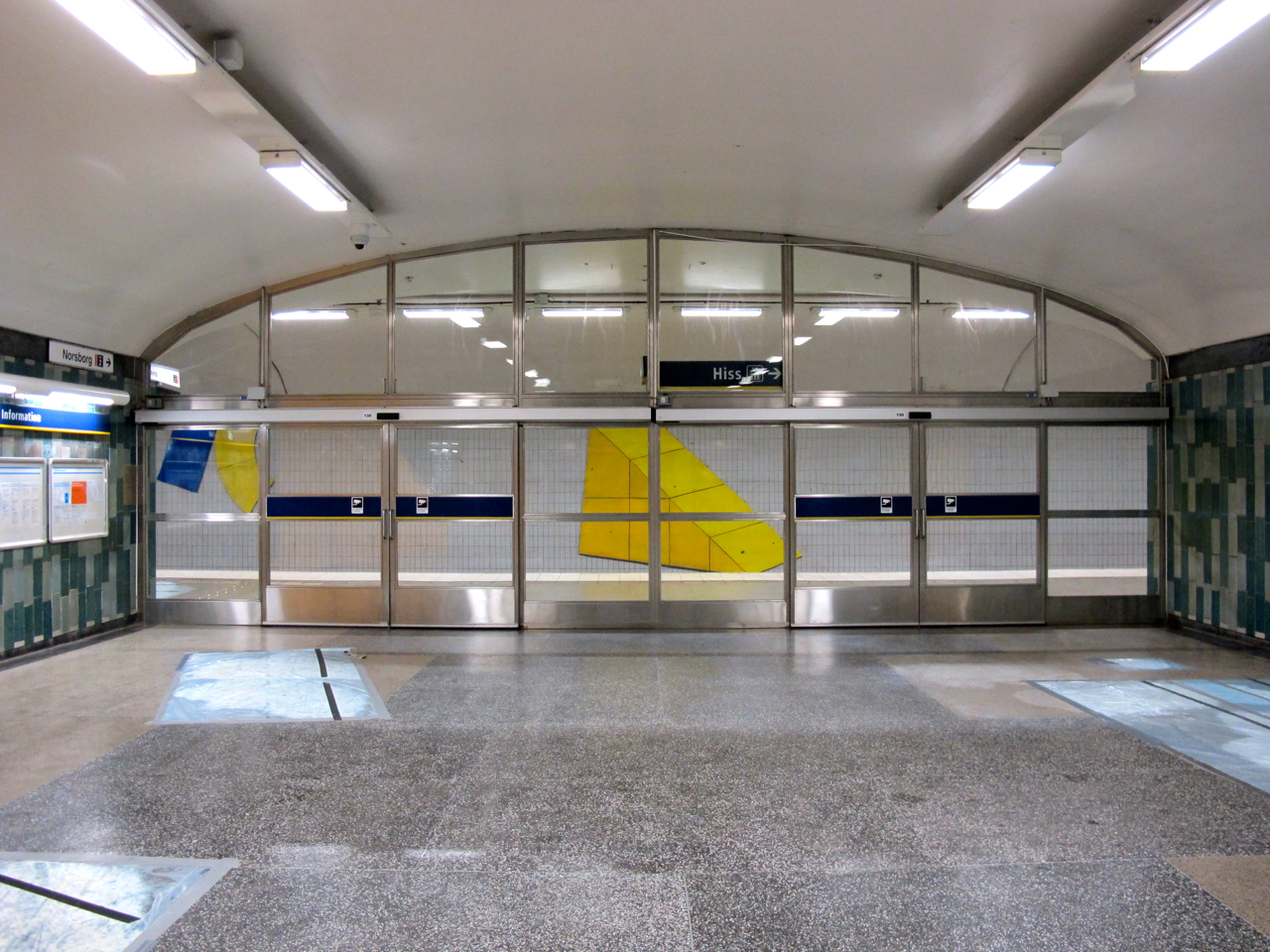
Estación de Aspudden

Aspudden alberga una estación de la línea roja del metro de Estocolmo, ubicada entre las estaciones Liljeholmen y Örnsberg. La estación abrió sus puertas en 1964.